# Neoapaloxylon madagascariense
Neoapaloxylon madagascariense là một loài thực vật có hoa trong họ Đậu. Loài này được (Drake) Rauschert mô tả khoa học đầu tiên.